# Tocevîkî, Ostroh
Tocevîkî (în ucraineană Точевики) este un sat în comuna Bilașiv din raionul Ostroh, regiunea Rivne, Ucraina.

## Demografie
Componența lingvistică a localității Tocevîkî
     Ucraineană (99,26%)
     Alte limbi (0,74%)
Conform recensământului din 2001, majoritatea populației localității Tocevîkî era vorbitoare de ucraineană (99,26%), existând în minoritate și vorbitori de alte limbi.